# A Senhora das Águas
A Senhora das Águas é uma telenovela portuguesa passada na Região do Dão, mais precisamente em Santar, freguesia do concelho de Nelas, distrito de Viseu, e também em Lisboa, transmitida pela RTP em 2001. O seu autor foi Manuel Arouca. Esta telenovela é um drama romântico com recurso ao misticismo e, à transcendência.
A novela foi exibida entre 3 de Setembro de 2001 e 26 de Abril de 2002, tendo feito a ante-estreia a 2 de Setembro de 2001. A novela foi exibida em horário nobre, às 21 horas, mas teve mais horários na RTP em outras exibições: 19h, 16h, 17h e 15h.

## História
Ilda (Amélia Videira), a Senhora das Águas, desde criança que tem o fascínio pela água. Muito crente, lia e relia a Bíblia, onde todos os grandes acontecimentos tinham como elemento comum a água: são inúmeros os episódios onde a água renova, purifica, cura, sacia, liberta...
Mas aos quinze anos Ilda viu os seus pais serem mortos por uma disputa de água... Como é que se mata por causa da água? Esta com que João baptizou o Cristo? E Ilda quer conhecer nos próprios leitos dos rios e na imensidão dos mares o verdadeiro sentido da água, e parte pelo mundo fora.
É perto de Viseu, na nascente dos Vargas, que Ilda parece encontrar todas aquelas qualidades bíblicas da água.
Ilda sabe que essas qualidades só atingirão a sua plenitude quando a história de amor e amizade personificada por Mercês (Luisa Cruz), Lucas (Oscar Magrini) e Simão (Paulo Matos)vencer. História que nasceu precisamente naquela nascente.
Na actualidade, Mercês e Simão têm um filho, Gil (Ricardo Pereira), e vivem numa situação difícil. As fábricas que eram baluarte da economia daquela família estão prestes a falir e Simão é viciado no jogo. Gil quer ser corredor de automóveis e tem uma relação distante com os pais.
Naquela família não há amor. Mercês projecta toda a sua infelicidade dando amor e carinho a crianças de uma fundação da qual é responsável. 
A sua maior preocupação é a doença de Lúcio, um jovem intelectualmente dotado que é seu protegido. Só uma cara e complicada operação no estrangeiro o poderá salvar mas Simão gasta o dinheiro no jogo.
E é neste quadro que Lucas volta às suas origens. Lucas é viúvo, veio do Brasil com a sua filha Claúdia. É o maior empresário de águas da Península Ibérica e compra um solar perto dos Vargas. O seu regresso é apoteótico: é Lucas quem acaba por pagar a operação de Lúcio (Manuel Moreira). 
Lucas não esqueceu Mercês. Quando a vê de novo, a sua paixão como que redobra. Mas não perdoa Simão: como diz Ilda, a Senhora das Águas, as águas vão ficar revoltas e tumultuosas.
Mas muitas vezes para atingirem a sua pureza, o Homem tem que fazer esse percurso, para que a água da nascente atinja todas as suas qualidades de forma a curar e trazer harmonia. 
A amizade daqueles três e o amor de Lucas e Mercês têm que vencer. Será que vencerão?

## Elenco[5]

### Elenco Principal
| Ator                   | Personagem                            | Notas                               |
| ---------------------- | ------------------------------------- | ----------------------------------- |
| Luísa Cruz             | Mercês Costa Almeida Vargas das Neves |                                     |
| Oscar Magrini          | Lucas da Silva Lobo                   |                                     |
| Paulo Matos            | Simão Moreira das Neves               |                                     |
| Paulo Matos            | Jaime, irmão de Simão                 |                                     |
| Amélia Videira         | Ilda Oliveira                         |                                     |
| José Pedro Vasconcelos | Moisés Oliveira                       | Creditado como Zé Pedro Vasconcelos |
| Ricardo Pereira        | Gil Vargas das Neves                  |                                     |
| Juliana Baroni         | Cláudia Cardoso Lobo                  |                                     |
| Simone de Oliveira     | Maria dos Prazeres Videira dos Santos |                                     |
| Manuel Moreira         | Lúcio Nascimento                      |                                     |
| Lucinda Loureiro       | Ondina de Jesus Trolha                |                                     |
| Alberto Magassela      | Mudo                                  |                                     |
| Luís Mascarenhas       | Hélder Saias                          |                                     |
| Henriqueta Maia        | Júlia Gonçalves Saias                 |                                     |
| Luís Gaspar            | Valter Saias                          |                                     |
| Carla Maciel           | Vanessa Saias                         |                                     |
| Paulo Rocha            | Rodrigo dos Ramos Salgueiro           |                                     |
| António Marques        | André dos Ramos Salgueiro             |                                     |
| Ana Brito e Cunha      | Gabriela Campos de Sousa              |                                     |
| Maria Henrique         | Quinquinzinha                         |                                     |
| Pedro Cavaleiro        | Abel Moutinho                         |                                     |
| Carlos Pimenta         | José "Zé" Maria Borges                |                                     |
| Ana Zanatti            | Graça Mendes Borges                   |                                     |
| Teresa Macedo          | Inês Mendes Borges                    |                                     |
| Sofia Nicholson        | Sónia Mendes Bernardes                |                                     |
| Jorge Silva            | Gustavo Lopes Bernardes               |                                     |
| Tomás Taylor           | Bruno                                 |                                     |
| Francisca Taylor       | Vera                                  |                                     |
| João Reis              | Tiago Santana Salgueiro               |                                     |
| Micaela Cardoso        | Dulce Trovão Pedroso                  |                                     |
| Catarina Matos         | Natália Pereira                       |                                     |
| Teresa Faria           | Cândida                               |                                     |
| José Rui Martins       | Ti Manel                              |                                     |

### Elenco 1967
| Ator             | Personagem                    |
| ---------------- | ----------------------------- |
| Sara Butler      | Mercês                        |
| Pedro Roberto    | Lucas                         |
| João Prim        | Simão                         |
| Virgílio Castelo | D. João Manuel, pai de Mercês |
| Isabel Medina    | Margarida, mãe de Mercês      |
| Maria João Abreu | Maria dos Prazeres            |
| Amélia Videira   | Ilda                          |
| Mara Prates      | Amiga de Mercês               |

### Elenco 1976
| Ator                                        | Personagem                    |
| ------------------------------------------- | ----------------------------- |
| Ana Rocha                                   | Mercês                        |
| Tobias Monteiro                             | Simão                         |
| Gonçalo Waddington                          | Lucas                         |
| Virgílio Castelo                            | D. João Manuel, pai de Mercês |
| Isabel Medina                               | Margarida, mãe de Mercês      |
| Maria João Abreu                            | Maria dos Prazeres            |
| Amélia Videira                              | Ilda                          |
| Teresa Roby                                 | Noémia, a parteira            |
| Laura Marie (creditada como Laura da Rocha) | Ondina                        |
| Fátima Brito                                | Luísa, mãe de Simão           |
| Sónia Lapa                                  | Laura, mãe de Lucas           |

### Elenco Adicional
| Ator                  | Personagem                       | Notas                       |
| --------------------- | -------------------------------- | --------------------------- |
| Adelino Tavares       | José                             |                             |
| Afonso Vilela         | Duarte                           |                             |
| Alberto Quaresma      | Cliente do Bar de Tiago          |                             |
| Alina Vaz             | Célia (mãe de Gustavo)           |                             |
| António Silva         | Popular António                  |                             |
| Carla Oliveira        | Funcionária da BB                |                             |
| Carla Vasconcelos     | Patrícia, recepcionista da BB    |                             |
| Catarina Requeijo     | Joaninha                         |                             |
| Cristovão Campos      | João                             |                             |
| Duarte Siopa          | Tó                               |                             |
| Eva Ramalho           | Isabel                           |                             |
| Fátima Custódia       | Funcionária da BB                |                             |
| Fernando Lupach       | Assessor do Presidente da Câmara |                             |
| Filipe Crawford       | Jerónimo                         |                             |
| Francisco Mendes      | Amigo de Gil                     |                             |
| Joana Carlos          | Lurdes (secretária de Lucas)     |                             |
| João de Carvalho      | Aníbal                           |                             |
| João Neto             | Cliente do Bar                   |                             |
| Joaquim Custódia      | Cliente do Casino                |                             |
| Luís Romão            | Funcionário da BB                |                             |
| Patrícia Gasppar      | Mima                             |                             |
| Paula Farinhas        | Susana (empregada de Mercês)     |                             |
| Paulo Nery            | Morais                           |                             |
| Pedro Calvinho        | Funcionário do Casino            |                             |
| Pompeu José           | Joaquim                          |                             |
| Rosa Videira          | Jornalista que entrevista Lucas  |                             |
| Ruy Malheiro          | Empregado do Café em Lisboa      | Creditado como Rui Malheiro |
| Sandra B.             | Mulher do Casino                 |                             |
| Sylvie Dias           | Teresa                           |                             |
| Vitor Pinto           | Cliente do Bar                   |                             |
| Alfredo Manuel Mateus |                                  |                             |
| Carlos Silva          |                                  |                             |
| Cátia Bida            |                                  |                             |
| Daniela Costa         |                                  |                             |
| Fernando Nunes        |                                  |                             |
| Francisco Costa       |                                  |                             |
| Jorge Oliveira        |                                  |                             |
| Manuel Maria          |                                  |                             |
| Mário Laranjo         |                                  |                             |
| Pedro Matos           |                                  |                             |
| Raquel Costa          |                                  |                             |
| Sandra Maia           |                                  |                             |
| Sofia Neves           |                                  |                             |

## Curiosidades
- A novela foi repetida em 2010 por volta das 12 horas na RTP Memória. Voltou a ser reposta na RTP Memória em outubro de 2013 por volta do meio-dia, e em Janeiro de 2018 no horário das 17 horas.
- Contou com a atuação da atriz brasileira Juliana Baroni e o ator Oscar Magrini.
- Terceira telenovela da RTP cujo enredo se interpola por duas épocas distintas.